# Szulborze Wielkie
Szulborze Wielkie è un comune rurale polacco del distretto di Ostrów Mazowiecka, nel voivodato della Masovia.
Ricopre una superficie di 46,71 km² e nel 2004 contava 1 868 abitanti.